# Викторијина тајна
Викторијина тајна је шести студијски албум српске поп певачице Маје Беровић. Објављен је 2. јула 2017. године за издавачку кућу City Records.

## Позадина
Маја је за потребе новог албума потпуно променила досадашње сараднике. Комплетан албум урадили су јој босанскохерцеговачки репери Џала Брат и Буба Корели, који са њом изводе и три песме на албуму: „То ме ради”, „Балмејн” и „Мала ломи”. Песма „То ме ради” објављена је 8. јула 2016. године, али се нашла на овом албуму.
Реакција слушалаца била је позитивна те су се са албума поред сингла „То ме ради” издвојиле следеће песме: „Број”, „Балмејн”, „Мала ломи” и „Харем”.

## Информације о албуму
Музика на песмама:
- Јасмин Фазлић - Џала Брат (све песме),
- Амар Хоџић - Буба Корели (све песме).

Текстови на песмама:
- Јасмин Фазлић - Џала Брат (све песме),
- Амар Хоџић - Буба Корели (све песме).

Аранжмани на песмама:
- Марко Драгић (све песме).

Пратећи вокали на песмама:
- Сузана Бранковић (све песме).

## Песме
| Бр. | Назив песме                                  | Трајање |
| --- | -------------------------------------------- | ------- |
| 1.  | Balmain (са Џала Братом и Буба Корелијем)    | 03:00   |
| 2.  | Ледена краљица                               | 03:14   |
| 3.  | Руски рулет                                  | 02:56   |
| 4.  | Пролеће                                      | 03:30   |
| 5.  | Број                                         | 03:01   |
| 6.  | Нисам нормална                               | 03:16   |
| 7.  | Харем                                        | 03:36   |
| 8.  | Мала ломи (са Џала Братом и Буба Корелијем)  | 03:08   |
| 9.  | То ме ради (са Џала Братом и Буба Корелијем) | 03:13   |

## Видео спотови
Објављени су спотови за све песме. Спот за песму „То ме ради” снимљен је у продукцији Токсик интертејмента, док је за остале песме спотове режирао Дејан Милићевић.